# Въоръжени сили на Черна гора
Въоръжените сили на Черна гора (сръбски: Vojska Crne Gore) включват сухопътни войски, военновъздушни и военноморски сили. Войската е професионална и в страната няма военна повинност.
Към 2016 г. войската включва около 1950 редовни военнослужещи. Основната част от въоръжението и оборудването ѝ са наследство от Въоръжените сили на Сърбия и Черна гора, държавното обединение, от което страната се отделя през 2006 г.
Черна гора е член на програмата „Партньорство за мир“ и е официално приключила пътната карта за присъединяване към НАТО. Подписва протокола за присъединяване към организацията през 2016 г., а през 2017 г. става неин член.

## Мироопазващи операции
Страната участва в международни военни операции по линия на НАТО и ООН. Черногорските военнослужещи в тези мисии са подготвяни от Бундесвера.
Към 2016 г. страната участва в силите ISAF в Афганистан и в мисията „Resolute Support Mission“ mission.
По линия на ООН участва в мисията UNMIL в Либерия, UNFICYP в Кипър, а по линия на Европейския съюз – в операцията EU-NAVFOR Atalanta.
| Операция  | Организация | Локация    | Контингент                         |
| --------- | ----------- | ---------- | ---------------------------------- |
| RS        | НАТО        | Афганистан | 25 души (медицински екип и охрана) |
| UNMIL     | ООН         | Либерия    | Военни наблюдатели                 |
| UNFICYP   | ООН         | Кипър      | Военни наблюдатели                 |
| EU-NAVFOR | ЕС          | Сомалия    | 3 военноморски офицери наблюдатели |

## Ръководство

### Върховен главнокомандващ
- Филип Вуянович, президент

### Министерство на отбраната
- Милица Пеянович-Джуришич, министър
- адмирал Драган Самарджич, началник на ГЩ

## Военни бази

### Авиобази
Авиобаза Голубовци (летище Подгорица)

### Военноморски бази
Военноморска база Бар
ВМБ „Перо Четкович“ (Бар)
ВМБ Пристан (Херцег Нови)

### Армейски бази
Армейска база „Милован Шаранович“ (Даниловград)
Армейска база „13 юли“ (Никшич)
Армейска база „В. K. Володжа“ (Плевля)
Армейска база „Бреза“ (Колашин)

## Структура
- Генерален щаб (Подгорица)[6]
- Пехотен батальон
  - 1-ва пехотна рота
  - 2-ра пехотна рота
  - Планинска рота
  - Рота за огнева поддръжка
  - Инженерна рота
  - Взвод за ЯХБЗ
  - Свързочен взвод
  - Логистично отделение
- Флот
  - Патрулен кораб 33 (фрегата)
  - Патрулен кораб 34 (фрегата)
  - Учебен ветроход „Ядран“
  - Отделение спомагателни лодки
  - Взвод морска пехота
  - Рота за брегово наблюдение
  - Рота за поддръжка
- Авиация
  - Авиоескадрила
  - Противовъздушна рота
  - Рота за поддръжка
  - Охранителен взвод на авиобазата
- Логистичен батальон
  - Логистична смесена рота
  - Логистична ремонтна рота
  - Логистична складова рота
  - Медицински взвод
- Учебен център
  - 1-ви подцентър
  - 2-ри подцентър
  - Учебен ресурсен център
  - Стрелкови полигон
  - Домакинско отделение
- Почетна гвардейска рота
- Разузнавателна рота
- Рота военна полиция
- Свързочна рота

## Войската преди 1918 г.
След руско-турската война от 1877 – 78 г. Княжество Черна гора увеличава значително територията си за сметка на земи на Османската империя, включително Никшич, Колашин, Андриевица, Бар, Улцин и днешната столица Подгорица. Дотогавашното опълчение е реорганизирано през 1880 г., като са създадени 42 териториални батальона, по един за всяка община (капетания, „kapetanija“).
Върховен главнокомандващ е монархът – по това време княз, по-късно крал Никола I. Като административен орган е създадено министерство на отбраната (и Генерален щаб), част от правителството на княжеството.
През 1882 г. за пръв път министерството на отбраната изпраща на обучение в чужбина 14 курсанти, основно в Италия и Русия. След завършването на учебните програми през 1886 г. десет от тях стават първите черногорски дипломирани офицери. След завръщането им в родината те организират учебни курсове в Подгорица, Никшич и столицата Цетинье.
През септември 1895 г. в Подгорица е организирана първата пехотна сержантска школа, а през 1896 г. в Цетине е организирано първото висше военно училище – Артилерийската офицерска школа.

### Организация
През 1906 г. е приет първият строеви устав, а първият закон за организацията на войската е гласуван през 1910 г. Обособени са пехота и артилерия като отделни родове войски, а след тях и разузнавателни и инженерни войски, както и спомагателни войски – санитарни части, ремонтни работилници, жандармерия, обоз и военен съд.
Създадената през 1869 г. телеграфна служба е под контрола на военните. 
До 1912 г. територията на княжеството (от 1910 г. кралство) е разделена на четири дивизионни района:
- Дивизионен район Цетине
- Дивизионен район Подгорица
- Дивизионен район Никшич
- Дивизионен район Колашин

След Балканските войни за териториалното разширение на кралството са формирани
- Дивизионен район Плевля
- Дивизионен район Печ

Към 1912 г. черногорската войска има 11 бригадни района, 52 батальонни района и 322 териториални роти. Всяка дивизия във военно време включва 2 – 3 пехотни бригади.
Всяка дивизия разполага с три артилерийски батареи. В навечерието на Първата балканска война числеността на войската е 55 000 бойци.
Всички мъже черногорци на възраст между 18 и 62 години подлежат на мобилизация. Мобилизационни сборове са се провеждали три пъти в годината.
- Почетни звания са: serdar (генерал-лейтенант) и vojvoda (генерал).
- Офицерските звания са: potporučnik (младши лейтенант), poručnik (старши лейтенант), kapetan (капитан), komandir (подполковник), brigadir (бригаден генерал) и divizijar (генерал-майор).
- Подофицерските звания са: desečar (ефрейтор), donarednik (сержант) и narednik (старшина).

Държавата е провъзгласена за кралство през 1910 г. и скоро след това взема участие в три големи войни – Балканската война, Междусъюзническата война и Първата световна война. 
Черногорската войска до 1918 г. е многократно по-голяма от днешните въоръжени сили на страната. След мобилизацията за Първата световна война под знамената са свикани 50 000 резервисти. Върховен главнокомандващ е кралят на Черна Гора Никола I, a началник на Генералния щаб е Божидар Янкович. Основните съединения включват:
- Дивизия „Плевля“ – Дивизията „Плевля“ е единствената дивизия (мобилно съединение) на черногорската войска. Командвана е от бригадир (brigadir) Лука Гойничи и е съставена от 10 батальона с общо около 6000 бойци. Войсковият ѝ район е източно от Плевля.

- Отряд „Херцеговина“ – Отряд „Херцеговина“ е командван от ген.-лейтенант (serdar) Янко Вукотич. Съставен е от 15 батальона с обща численост около 15 000 души и основната му задача е охрана на границата на Черногорското кралство с австро-унгарското владение Херцеговина.

- Отряд „Ловчен“ – Отряд „Ловчен“ е командван от дивизионен командир (divizijar) Митар Мартинович. Съставен е от 18 батальона с обща численост около 8000 души и основната му задача е охраната на районите на Ловчен и Суторман.

- Отряд „Стара Сърбия“ – Отряд „Стара Сърбия“ е командван от бригадир (brigadir) Радомир Вешович. Съставен е от 13 батальона с обща численост около 6000 души и основната му задача е охраната на албанската граница.